# Petra Nielsen
Petra Magdalena Nielsen (født 1. februar 1965 i Stockholm) er en svensk skuespillerinde og sangerinde. Hun har medvirket i en række musicalproduktioner på teatre som Chinateatern, Oscarsteatern, Scandinavium, Vasateatern og Östgötateatern. I 2004 deltog Nielsen i Melodifestivalen med sangen ”Tango! Tango!”, der endte på en fjerdeplads.

## Privatliv
Nielsen er datter af skuespillerinden Monica Nielsen (1937-2025) og skribenten Adam Inczèdy-Gombos (1940-2020).

## Udvalgt filmografi
- I ho'det på en gammel dreng (1968, ukrediteret)
- Storstad (tv-serie, 1991)
- Politimorderen (1994)
- Den vite riddaren (tv-serie, 1994)
- Anna Holt - Polis (tv-serie, 1996-1999)
- Pentagon (tv-serie, 1997)
- Sök (2006)
- Livet i Fagervik (tv-serie, 2008)
- En pilgrims død (tv-serie, 2013)